# North-Wright Airways
North-Wright Airways — канадская авиакомпания местного значения со штаб-квартирой в городе Норман-Уэлс (Северо-Западные Территории), выполняющая регулярные пассажирские и чартерные рейсы между небольшими населёнными пунктами Территории.
Портом приписки авиакомпании является Аэропорт Норман-Уэлс.

## История
Авиакомпания Nahanni Air Services была основана и начала операционную деятельность в 1986 году. Некоторое время спустя компания сменила своё название на North Wright Air и затем на существующее в современное время North-Wright Airways.

## Пункты назначения
По состоянию на май 2009 года авиакомпания North-Wright Airways выполняла регулярные пассажирские перевозки в следующие аэропорты:
- Аклавик — Аэропорт Аклавик имени Фредди Кармичайла
- Колвилл-Лейк — Аэропорт Колвилл-Лейк
- Дилайн — Аэропорт Дилайн
- Форт-Гуд-Хоуп — Аэропорт Форт-Гуд-Хоуп
- Инувик — Аэропорт Инувик имени Майка Зубко
- Норман-Уэлс — Аэропорт Норман-Уэлс
- Талита — Аэропорт Талита
- Йеллоунайф — Аэропорт Йеллоунайф

## Флот
По данным Министерства транспорта Канады в мае 2009 года воздушный флот авиакомпании North-Wright Airways составляли следующие самолёты: